# Wiman od Gojoseona
Wiman je bio kineski vojskovođa porijeklom iz nekadašnje Države Yan, koji je u 2. stoljeću pr. Kr. zajedno sa svojim sunarodnjacima, izbjeglim od vlasti careva dinastije Han, uspostavio državu u današnjoj sjeverozapadnoj Koreji poznatu kao Wiman Gojoseon. Smatra se prvom osobom korejske povijesti za koje postoje provjerljivi povijesni izvori.
Wiman je bio jedan od sljedbenika/podanika Lu Wana, bivšeg vojskovođe Yana koji je pred vlašću careva pobjegao u područje narodu Xiongnu. Zajedno s drugim izbjeglicama se zaputio na istok, u Gojoseon, gdje je stupio u službu kralja Juna od Gojoseona. Iskoristivši Junovu slabost, Wiman je oko godine 191. pr. Kr. digao ustanak i uspostavio vlastitu državu koja će se održati do 108. pr. Kr. Uspostavio je i njenu prijestolnicu Wanggeom-seong, za koju povjesničari vjeruju da se nalazila na području suvremenog Pyongyanga.